# Verdecktes Eigenkapital (Schweiz)
Verdecktes Eigenkapital bezeichnet Kapital, das durch Fremdfinanzierung für betriebswirtschaftliche Funktionen genutzt und dabei dessen Herkunft und Nutzung aktiv verschleiert wird, gemäss i. S. v. Art. 65 DBG bzw. Art. 24 Abs. 1 lit. c i. V. m. Art. 29a StHG.
Bei der Wahl der Aussenfinanzierung bestehen aus steuerlicher Sicht immer noch relevante Unterschiede zwischen Eigen- und Fremdkapital. Unter welchen Voraussetzungen für Steuerzwecke Fremdkapital in Eigenkapital umqualifiziert werden kann, ist seit 1995 im Gesetz geregelt. Die verwaltungstechnische Umsetzung der wirtschaftlich formulierten Norm ist anspruchsvoll und in Spezialfällen voller Tücken.

## Relevante Grundlagen

### Steuerfolgen der Kapitalisierung
Bei der Wahl zwischen einer Eigenkapital- bzw. Fremdkapitalausstattung sind grundlegende Unterschiede zu berücksichtigen, die auch steuerrechtliche Auswirkungen zeitigen. Insgesamt erscheint die Unternehmensfinanzierung mittels Fremdkapital als vorteilhafter, denn das Eigenkapital erfährt eine steuerliche Doppelbelastung (Gewinn- und Einkommens- sowie [kantonale] Vermögens- und Kapitalsteuern). Auf der Zuführung von Eigenkapital ist im Grundsatz die Emissionsabgabe geschuldet und die Erträge sind mit der Verrechnungssteuer belastet. Anders ist die Situation beim Zinsaufwand auf Fremdkapital, welcher steuerlich abzugsfähigen Aufwand darstellt. Des Weiteren ist auf dem Fremdkapital weder die Kapitalsteuer geschuldet noch unterliegt die Zuführung von Fremdkapital der Emissionsabgabe. Letztlich ist Zinsaufwand nicht mit der Verrechnungssteuer belastet.

### Zweck des verdeckten Eigenkapitals
Das Konzept des verdeckten Eigenkapitals hat zwei grundlegende Ziele: Einerseits die Sicherstellung der wirtschaftlichen Doppelbelastung inklusive die Verhinderung des Missbrauchs der Finanzierungsfreiheit, andererseits die Gleichbehandlung sämtlicher Erwerbsunternehmen. Damit geht auch die „fiskalische Verknüpfung“ des Steuersubstrats zur Schweiz einher, welche als dritter Zweck des verdeckten Eigenkapitals anzusehen ist.

### Massgebender Gesetzestext
„Zum steuerbaren Gewinn der Kapitalgesellschaften und Genossenschaften gehören auch die Schuldzinsen, die auf jenen Teil des Fremdkapitals entfallen, dem wirtschaftlich die Bedeutung von Eigenkapital zukommt.“ Dieser Grundsatz wird sowohl in Art. 65 DBG bzw. auch in Art. 24 Abs. 1 lit. c i. V. m. Art. 29a StHG festgehalten und hat, mit wenigen Anpassungen, immer den Weg in die kantonalen Steuergesetze gefunden.

### Auslegung des Gesetzestexts
Bei der Ermittlung von verdecktem Eigenkapital müssen dem fraglichen Fremdkapital die betriebswirtschaftlichen Funktionen von Eigenkapital zukommen, sodass sich eine Umqualifizierung in steuerliches Eigenkapital auch rechtfertigt. Somit müssen vorab die typischen Grundfunktionen der Kapitalisierungsformen betrachtet werden:
Zwei Voraussetzungen müssen immer erfüllt sein, damit sich eine steuerrechtliche Umqualifikation von Fremd- in Eigenkapital rechtfertigt:
1. Fehlen von wirtschaftlichen Fremdkapitalfunktionen
2. das unternehmerische Risiko des Fremdkapitalgebers muss dem eines Eigenkapitalgebers gleichkommen.

Im Prinzip müssen jedoch sämtliche relevanten, eigenkapitalspezifischen Funktionen durch das fragliche Fremdkapital erfüllt sein, um wirtschaftlich eine Umqualifikation zu begründen.

## Bestimmung des verdeckten Eigenkapitals

### Sinn und Zweck von ESTV-KS Nr. 6/1997
Das ESTV-KS Nr. 6/1997 soll einen Anhaltspunkt geben, was auf dem „freien Finanzierungsmarkt“ durchschnittlicherweise an Fremdkapital erhältlich wäre. Die Anbindung an die bilanzierten Aktiven soll dem Anwender als zugängliche, einfache Handhabung zur Ermittlung des normalerweise von Dritten erhältlichen Fremdkapitals dienen, um in einem ersten Prüfungsschritt zu evaluieren, ob das Vorliegen von möglicherweise verdecktem Eigenkapital noch vertieft zu prüfen ist. Und sofern der Steuerpflichtige sich innerhalb dieser „Safe Haven“-Regeln bewegt, wird von der Angemessenheit der Leistungsbeziehungen ausgegangen, d. h. der Steuerpflichtige muss nicht mit einer steuerlichen Korrektur rechnen („einseitige Verbindlichkeit“).

### Ermittlung des verdeckten Eigenkapitals
Folgender Prüfungskatalog ist zur Ermittlung von verdecktem Eigenkapital im Sinne des Gesetzestexts zielführend:
1. Bestimmung des massgebenden Fremdkapitals unter Ausklammerung von diversen Sondersituationen (z. B. Finanzierung von aussergewöhnlichen Geschäftsvorfällen, unverzinsliches Fremdkapital, versteuerte stille Reserven, Rangrücktritt, Mezzanine-Kapital, Abgrenzung zwischen Stammhaus und Betriebsstätte).[8]
2. Identifikation der schädlichen Darlehensgeber, denn nur Fremdkapital, welches direkt oder indirekt vom Gesellschafter stammt, kann in den Anwendungsbereich von Art. 65 DBG subsumiert werden. Anders ausgedrückt kann Fremdkapital von einem Dritten niemals schädlich sein.[9]  Relevanter Zeitpunkt für die Würdigung muss jener per Gewährung der Kreditfinanzierung sein; eine „ex post“-Betrachtung würde der Sachlage nicht gerecht.[10]
3. Benchmarking der Finanzierungsstruktur inkl. der Ermittlung der maximalen Verschuldungskapazität:[11]  entweder anhand des ESTV KS Nr. 6/1997 („Safe Haven“-Ansatz) oder mittels ökonomisch gängigen Verfahren.